# Ceguesa de gènere
La ceguesa de gènere o la ceguesa sexual és aquella pràctica professional o actitud intel·lectual que no contempla les distintes condicions, identitats, rols i atributs de gènere en qualsevol àmbit de l’activitat humana. En el camp de la literatura es dona quan els estudis o la crítica sobre una obra literària, per exemple, no paren atenció a l’agència dels personatges femenins. La ceguesa de gènere és particularment acusada en l’escriptura dels relats de guerra: en la representació literària dels fets bèl·lics tradicionalment s'ha obliterat el paper de les dones. Una de les autores que ha fet evident aquesta tradicional ceguesa de gènere és Svetlana Aleksiévitx a La guerra no té cara de dona (1985) En educació, negocis, dret i altres camps, és la pràctica de no tenir en compte el gènere com un factor important en les interaccions entre les persones.

## En l'educació
Krista Ratcliffe escriu que la ceguesa de gènere s'aplica a les aules per minimitzar l'existència de diferències de gènere, la qual cosa tendeix a reforçar la desigualtat de gènere existent.
La National Student Genderblind Campaign, fundada als Estats Units l'any 2006, ha argumentat a favor d'habitatges de campus neutrals de gènere a col·legis i universitats per atendre millor els estudiants gais, lesbianes, bisexuals, transgèneres i intersexuals.

## En l'atenció sanitària
L'ús de habitacions d'hospital mixtes ha resultat controvertit tant al Regne Unit com al Canadà. La ministra de Salut de Manitoba, Theresa Oswald, ha fet campanya activa contra aquestes habitacions, dient que si la humanitat pot "posar algú a la lluna", pot trobar una manera d'atendre les peticions de gènere sense provocar retards per als pacients. La Gran Bretanya va acceptar eliminar aquestes habitacions el 2010.
Alguns experts en ètica mèdica han criticat els esforços per tornar a les habitacions d'un sol sexe. Jacob M. Appel, defensor de les habitacions mixtes als Estats Units, ha escrit que l'oposició a les sales mixtes prové d'un "prejudici passat de moda", argumentant: "Perquè algunes persones han estat educades per tenir por o no els agrada compartir una habitació. amb una persona del sexe oposat, o ruboritzar-se davant la perspectiva d'albirar una part del cos no desitjada quan s'obre una túnica, consagram i perpetuem aquest prejudici en la política social".

## En el dret
El test legal de la "persona raonable" ha estat criticat per ser cec al gènere per aplicar-se en alguns àmbits de la llei, especialment l'assetjament sexual. Les dones estan sotmeses a un assetjament sexual més normalitzat i endèmic que els homes. Per això, el cas estatunidenc d' Ellison v. Brady 924 F.2d 872 (1991), el tribunal va considerar que "un estàndard de persona raonable amb ceguesa sexual tendeix a basar-se en els homes i tendeix a ignorar sistemàticament les experiències de les dones".

## Investigació
El tracte de gènere predomina a tot el món. D'un estudi d'organitzacions que ofereixen serveis només per a dones, el 23% va dir que la seva raó es basava en la desigualtat de les dones i la voluntat d'abordar aquest desequilibri; 20% que els espais només per a dones promouen el desenvolupament i l'apoderament femení; El 18% que prestava un servei no atès pels serveis unisex i que es centrava en les necessitats específiques de les dones.
Els estudis indiquen un ampli suport perquè les opcions de serveis d'un sol sexe continuïn disponibles. De 1.000 dones enquestades pel Centre de Recursos per a Dones del Regne Unit, el 97% va afirmar que les dones haurien de tenir l'opció d'accedir a serveis només per a dones si eren víctimes d'agressió sexual. El 57% va indicar que escolliria un gimnàs només per a dones en lloc d'un gimnàs mixt. Els serveis d'un sol sexe poden proporcionar més comoditat i compromís per als participants que, d'altra manera, no s'hi involucrarien.